# MNEK/Auszeichnungen für Musikverkäufe

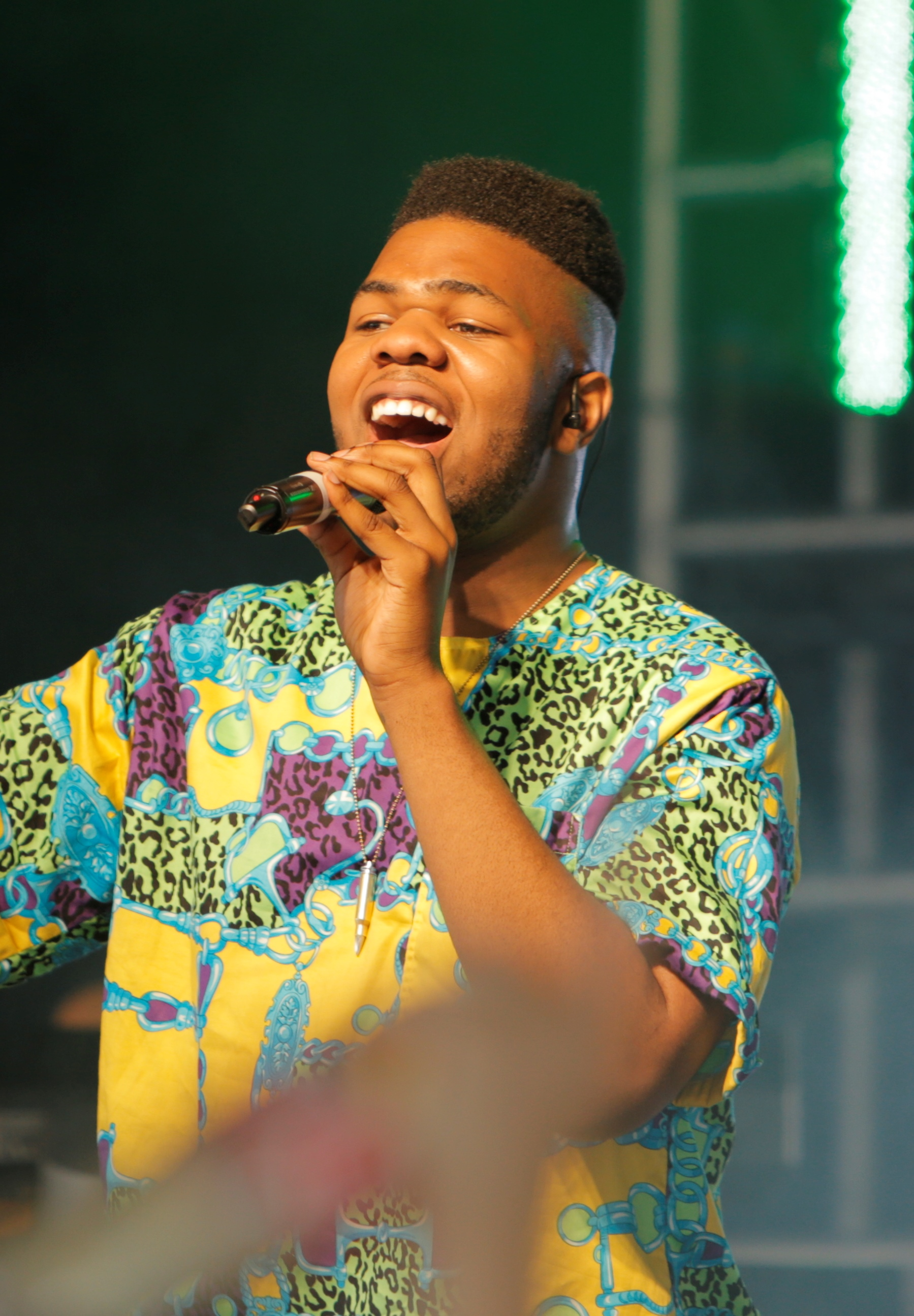
MNEK (2014)

Dies ist eine Übersicht über die Auszeichnungen für Musikverkäufe des britischen Sängers, Songwriters und Musikproduzenten MNEK. Die Auszeichnungen finden sich nach ihrer Art (Gold, Platin usw.), nach Staaten getrennt in chronologischer Reihenfolge, geordnet sowie nach den Tonträgern selbst, ebenfalls in chronologischer Reihenfolge, getrennt nach Medium (Alben, Singles usw.), wieder.

## Auszeichnungen
| - Vereinigtes Königreich - 2013: für die Autorenbeteiligung All Fired Up (The Saturdays) - 2014: für die Autorenbeteiligung Last All Night (Koala) (Oliver Heldens) - 2018: für die Autorenbeteiligung Rumour Mill (Rudimental) - 2019: für die Autorenbeteiligung Here for You (Gorgon City) - 2020: für die Autorenbeteiligung Heaven (Julia Michaels) - 2023: für die Single Who You Are - Belgien - 2016: für die Autorenbeteiligung und Produktion Ain’t My Fault (Zara Larsson) - 2017: für die Produktion Touch (Little Mix) - 2018: für die Autorenbeteiligung Breathe (Jax Jones) - 2022: für die Single Where Did You Go? - Brasilien - 2020: für die Single Head & Heart - 2024: für die Single Where Did You Go? - 2024: für die Autorenbeteiligung You Don’t Know Me (Jax Jones) - Dänemark - 2020: für die Autorenbeteiligung No Drama (James Hype) - 2023: für die Single Where Did You Go? - 2023: für die Autorenbeteiligung Instruction (Jax Jones) - 2025: für die Produktion Touch (Little Mix) - Deutschland - 2017: für die Autorenbeteiligung Gecko (Overdrive) (Oliver Heldens & Becky Hill) - 2017: für die Autorenbeteiligung und Produktion Ain’t My Fault (Zara Larsson) - 2018: für die Autorenbeteiligung Instruction (Jax Jones) - 2018: für die Autorenbeteiligung IDGAF (Dua Lipa) - 2023: für die Single Where Did You Go? - Frankreich - 2018: für die Autorenbeteiligung und Produktion Ain’t My Fault (Zara Larsson) - 2022: für die Single Where Did You Go? - Italien - 2017: für die Autorenbeteiligung Instruction (Jax Jones) - 2018: für die Produktion Touch (Little Mix) - 2018: für die Autorenbeteiligung Breathe (Jax Jones) - Kanada - 2020: für die Autorenbeteiligung Instruction (Jax Jones) - Mexiko - 2017: für die Autorenbeteiligung You Don’t Know Me (Jax Jones) - 2019: für die Single Ain’t My Fault - Neuseeland - 2016: für die Autorenbeteiligung Final Song (MØ) - 2020: für die Autorenbeteiligung Hold Up (Beyoncé) - Niederlande - 2017: für die Produktion Touch (Little Mix) - Österreich - 2016: für die Autorenbeteiligung Final Song (MØ) - Polen - 2022: für die Autorenbeteiligung Hold Up (Beyoncé) - 2023: für die Autorenbeteiligung Rumour Mill (Rudimental) - 2023: für die Produktion Touch (Little Mix) - Portugal - 2019: für die Single Never Forget You - 2022: für die Autorenbeteiligung You Don’t Know Me - Schweden - 2015: für die Single The Rhythm - 2017: für die Autorenbeteiligung Instruction (Jax Jones) - 2019: für die Autorenbeteiligung Breathe - Schweiz - 2017: für die Autorenbeteiligung und Produktion Ain’t My Fault (Zara Larsson) - Spanien - 2018: für die Autorenbeteiligung Breathe (Jax Jones) - 2024: für die Single Never Forget You - 2024: für die Single Where Did You Go? - 2024: für die Autorenbeteiligung Instruction (Jax Jones) - 2024: für die Autorenbeteiligung und Produktion Ain’t My Fault (Zara Larsson) - 2025: für die Autorenbeteiligung Heaven (Julia Michaels) - Vereinigte Staaten - 2019: für die Autorenbeteiligung You Don’t Know Me (Jax Jones) - Vereinigtes Königreich - 2022: für die Single Freak Like Me - 2023: für die Single House Work - 2023: für die Autorenbeteiligung No Drama (James Hype) | - Australien - 2018: für die Autorenbeteiligung Need U (100%) (Duke Dumont) - 2020: für die Autorenbeteiligung Breathe (Jax Jones) - 2022: für die Single Where Did You Go? - Belgien - 2016: für die Single Never Forget You - 2023: für die Autorenbeteiligung IDGAF (Dua Lipa) - Brasilien - 2022: für die Autorenbeteiligung Hold Up (Beyoncé) - 2024: für die Autorenbeteiligung Instruction (Jax Jones) - Chile - 2017: für die Autorenbeteiligung Final Song - Dänemark - 2019: für die Autorenbeteiligung IDGAF (Dua Lipa) - 2019: für die Autorenbeteiligung und Produktion Ain’t My Fault (Zara Larsson) - 2020: für die Autorenbeteiligung Heaven (Julia Michaels) - Deutschland - 2018: für die Autorenbeteiligung Final Song (MØ) - 2020: für die Single Never Forget You - 2023: für die Autorenbeteiligung Breathe (Jax Jones) - Frankreich - 2017: für die Autorenbeteiligung Final Song (MØ) - 2020: für die Autorenbeteiligung IDGAF (Dua Lipa) - Italien - 2016: für die Autorenbeteiligung Final Song (MØ) - 2016: für die Single Never Forget You - 2018: für die Autorenbeteiligung und Produktion Ain’t My Fault (Zara Larsson) - 2024: für die Single Where Did You Go? - Kanada - 2018: für die Produktion Touch (Little Mix) - 2020: für die Autorenbeteiligung Breathe (Jax Jones) - 2020: für die Autorenbeteiligung Heaven (Julia Michaels) - 2021: für die Autorenbeteiligung Hold Up (Beyoncé) - Neuseeland - 2018: für die Autorenbeteiligung und Produktion Ain’t My Fault (Zara Larsson) - Niederlande - 2016: für die Autorenbeteiligung Final Song (MØ) - 2018: für die Autorenbeteiligung You Don’t Know Me (Jax Jones) - 2020: für die Single Head & Heart - Norwegen - 2018: für die Autorenbeteiligung Heaven (Julia Michaels) - 2021: für die Single Head & Heart - Österreich - 2021: für die Single Head & Heart - 2024: für die Autorenbeteiligung IDGAF (Dua Lipa) - Polen - 2017: für die Autorenbeteiligung und Produktion Ain’t My Fault (Zara Larsson) - 2017: für die Autorenbeteiligung Final Song (MØ) - 2020: für die Autorenbeteiligung Heaven (Julia Michaels) - 2021: für die Autorenbeteiligung Instruction (Jax Jones) - Schweden - 2016: für die Autorenbeteiligung Final Song (MØ) - 2018: für die Autorenbeteiligung IDGAF (Dua Lipa) - Schweiz - 2017: für die Single Never Forget You - Spanien - 2017: für die Autorenbeteiligung You Don’t Know Me (Jax Jones) - Vereinigte Staaten - 2019: für die Autorenbeteiligung und Produktion Ain’t My Fault (Zara Larsson) - 2021: für die Single Head & Heart - 2022: für die Autorenbeteiligung Heaven (Julia Michaels) - 2023: für die Autorenbeteiligung Final Song (MØ) - Vereinigtes Königreich - 2018: für die Single Ready for Your Love - 2018: für die Autorenbeteiligung Breathe (Jax Jones) - 2019: für die Autorenbeteiligung Need U (100%) (Duke Dumont) - 2019: für die Autorenbeteiligung Final Song (MØ) - 2019: für die Autorenbeteiligung und Produktion Ain’t My Fault (Zara Larsson) - 2019: für die Autorenbeteiligung Instruction (Jax Jones) - 2020: für die Autorenbeteiligung This Is Real (Jax Jones) - 2024: für die Autorenbeteiligung Hold Up (Beyoncé) | - Deutschland - 2020: für die Autorenbeteiligung You Don’t Know Me (Jax Jones) - Mexiko - 2020: für die Autorenbeteiligung Final Song (MØ) - Australien - 2017: für die Produktion Touch (Little Mix) - 2017: für die Autorenbeteiligung und Produktion Ain’t My Fault (Zara Larsson) - 2021: für die Autorenbeteiligung Hold Up (Beyoncé) - Belgien - 2017: für die Autorenbeteiligung You Don’t Know Me (Jax Jones) - 2021: für die Single Head & Heart - Brasilien - 2020: für die Produktion Touch (Little Mix) - 2021: für die Single Never Forget You - 2021: für die Autorenbeteiligung und Produktion Ain’t My Fault (Zara Larsson) - Dänemark - 2021: für die Single Never Forget You - 2022: für die Autorenbeteiligung You Don’t Know Me (Jax Jones) - Deutschland - 2023: für die Single Head & Heart - Italien - 2018: für die Autorenbeteiligung IDGAF (Dua Lipa) - Kanada - 2020: für die Autorenbeteiligung You Don’t Know Me - 2024: für die Autorenbeteiligung und Produktion Ain’t My Fault (Zara Larsson) - Neuseeland - 2021: für die Autorenbeteiligung Heaven (Julia Michaels) - 2023: für die Produktion Touch (Little Mix) - Norwegen - 2020: für die Autorenbeteiligung und Produktion Ain’t My Fault (Zara Larsson) - 2020: für die Autorenbeteiligung IDGAF (Dua Lipa) - Polen - 2016: für die Single Never Forget You - 2021: für die Autorenbeteiligung You Don’t Know Me - 2021: für die Autorenbeteiligung Breathe (Jax Jones) - 2024: für die Single Where Did You Go? - Portugal - 2021: für die Single Head & Heart - Schweden - 2017: für die Autorenbeteiligung You Don’t Know Me (Jax Jones) - Spanien - 2024: für die Single Head & Heart - Vereinigte Staaten - 2019: für die Autorenbeteiligung IDGAF (Dua Lipa) - Vereinigtes Königreich - 2020: für die Autorenbeteiligung Gecko (Overdrive) (Oliver Heldens & Becky Hill) - 2021: für die Single Blinded by Your Grace, Pt. 2 - 2022: für die Autorenbeteiligung und Produktion Say Something (Karen Harding) - 2025: für die Single Where Did You Go? - Australien - 2017: für die Autorenbeteiligung Final Song (MØ) - 2020: für die Autorenbeteiligung You Don’t Know Me (Jax Jones) - Brasilien - 2024: für die Autorenbeteiligung Heaven (Julia Michaels) - Dänemark - 2022: für die Autorenbeteiligung Final Song (MØ) - 2024: für die Single Head & Heart - Irland - 2018: für die Autorenbeteiligung IDGAF - Italien - 2017: für die Autorenbeteiligung You Don’t Know Me (Jax Jones) - 2021: für die Single Head & Heart - Norwegen - 2020: für die Single Never Forget You - Polen - 2021: für die Single Head & Heart - Portugal - 2022: für die Autorenbeteiligung IDGAF (Dua Lipa) - Schweden - 2017: für die Autorenbeteiligung und Produktion Ain’t My Fault (Zara Larsson) - Spanien - 2024: für die Autorenbeteiligung IDGAF (Dua Lipa) - Vereinigte Staaten - 2017: für die Single Never Forget You - 2024: für die Autorenbeteiligung Hold Up (Beyoncé) - Vereinigtes Königreich - 2023: für die Produktion Touch (Little Mix) - 2023: für die Autorenbeteiligung IDGAF (Dua Lipa) - 2024: für die Autorenbeteiligung You Don’t Know Me (Jax Jones) - 2025: für die Single Never Forget You - Australien - 2019: für die Autorenbeteiligung IDGAF (Dua Lipa) - Kanada - 2019: für die Single Never Forget You - Neuseeland - 2022: für die Autorenbeteiligung IDGAF (Dua Lipa) - 2024: für die Single Never Forget You - Polen - 2021: für die Autorenbeteiligung IDGAF (Dua Lipa) - Schweiz - 2024: für die Single Head & Heart - Australien - 2018: für die Single Never Forget You - Kanada - 2024: für die Single Head & Heart - Neuseeland - 2025: für die Single Head & Heart - Schweden - 2016: für die Single Never Forget You - Vereinigtes Königreich - 2025: für die Single Head & Heart - Australien - 2022: für die Single Head & Heart - Kanada - 2023: für die Autorenbeteiligung IDGAF (Dua Lipa) - Frankreich - 2017: für die Autorenbeteiligung You Don’t Know Me (Jax Jones) - 2025: für die Single Head & Heart |

## Auszeichnungen nach Singles

### Ready for Your Love
| Land/Region                  | Auszeichnungen für Musikverkäufe (Land/Region, Auszeichnung, Verkäufe) | Verkäufe |
| ---------------------------- | ---------------------------------------------------------------------- | -------- |
| Vereinigtes Königreich (BPI) | Platin                                                                 | 600.000  |
| Insgesamt                    | 1× Platin ·                                                            | 600.000  |

### The Rhythm
| Land/Region     | Auszeichnungen für Musikverkäufe (Land/Region, Auszeichnung, Verkäufe) | Verkäufe |
| --------------- | ---------------------------------------------------------------------- | -------- |
| Schweden (IFPI) | Gold                                                                   | 20.000   |
| Insgesamt       | 1× Gold ·                                                              | 20.000   |

### Never Forget You
| Land/Region                  | Auszeichnungen für Musikverkäufe (Land/Region, Auszeichnung, Verkäufe) | Verkäufe  |
| ---------------------------- | ---------------------------------------------------------------------- | --------- |
| Australien (ARIA)            | 5× Platin                                                              | 350.000   |
| Belgien (BRMA)               | Platin                                                                 | 30.000    |
| Brasilien (PMB)              | 2× Platin                                                              | 80.000    |
| Dänemark (IFPI)              | 2× Platin                                                              | 180.000   |
| Deutschland (BVMI)           | Platin                                                                 | 400.000   |
| Italien (FIMI)               | Platin                                                                 | 50.000    |
| Kanada (MC)                  | 4× Platin                                                              | 320.000   |
| Neuseeland (RMNZ)            | 4× Platin                                                              | 120.000   |
| Norwegen (IFPI)              | 3× Platin                                                              | 180.000   |
| Polen (ZPAV)                 | 2× Platin                                                              | 40.000    |
| Portugal (AFP)               | Gold                                                                   | 5.000     |
| Schweden (IFPI)              | 5× Platin                                                              | 200.000   |
| Schweiz (IFPI)               | Platin                                                                 | 30.000    |
| Spanien (Promusicae)         | Gold                                                                   | 30.000    |
| Vereinigte Staaten (RIAA)    | 3× Platin                                                              | 3.000.000 |
| Vereinigtes Königreich (BPI) | 3× Platin                                                              | 1.800.000 |
| Insgesamt                    | 2× Gold · 37× Platin ·                                                 | 6.815.000 |

### Freak Like Me
| Land/Region                  | Auszeichnungen für Musikverkäufe (Land/Region, Auszeichnung, Verkäufe) | Verkäufe |
| ---------------------------- | ---------------------------------------------------------------------- | -------- |
| Vereinigtes Königreich (BPI) | Gold                                                                   | 400.000  |
| Insgesamt                    | 1× Gold ·                                                              | 400.000  |

### House Work
| Land/Region                  | Auszeichnungen für Musikverkäufe (Land/Region, Auszeichnung, Verkäufe) | Verkäufe |
| ---------------------------- | ---------------------------------------------------------------------- | -------- |
| Vereinigtes Königreich (BPI) | Gold                                                                   | 400.000  |
| Insgesamt                    | 1× Gold ·                                                              | 400.000  |

### Blinded by Your Grace, Pt. 2
| Land/Region                  | Auszeichnungen für Musikverkäufe (Land/Region, Auszeichnung, Verkäufe) | Verkäufe  |
| ---------------------------- | ---------------------------------------------------------------------- | --------- |
| Vereinigtes Königreich (BPI) | 2× Platin                                                              | 1.200.000 |
| Insgesamt                    | 2× Platin ·                                                            | 1.200.000 |

### Head & Heart
| Land/Region                  | Auszeichnungen für Musikverkäufe (Land/Region, Auszeichnung, Verkäufe) | Verkäufe  |
| ---------------------------- | ---------------------------------------------------------------------- | --------- |
| Australien (ARIA)            | 6× Platin                                                              | 420.000   |
| Belgien (BRMA)               | 2× Platin                                                              | 80.000    |
| Brasilien (PMB)              | Gold                                                                   | 20.000    |
| Dänemark (IFPI)              | 3× Platin                                                              | 270.000   |
| Deutschland (BVMI)           | 2× Platin                                                              | 800.000   |
| Frankreich (SNEP)            | Diamant                                                                | 333.333   |
| Italien (FIMI)               | 3× Platin                                                              | 210.000   |
| Kanada (MC)                  | 5× Platin                                                              | 400.000   |
| Neuseeland (RMNZ)            | 5× Platin                                                              | 150.000   |
| Niederlande (NVPI)           | Platin                                                                 | 80.000    |
| Norwegen (IFPI)              | Platin                                                                 | 60.000    |
| Österreich (IFPI)            | Platin                                                                 | 30.000    |
| Polen (ZPAV)                 | 3× Platin                                                              | 60.000    |
| Portugal (AFP)               | 2× Platin                                                              | 20.000    |
| Schweiz (IFPI)               | 4× Platin                                                              | 80.000    |
| Spanien (Promusicae)         | 2× Platin                                                              | 120.000   |
| Vereinigte Staaten (RIAA)    | Platin                                                                 | 1.000.000 |
| Vereinigtes Königreich (BPI) | 5× Platin                                                              | 3.000.000 |
| Insgesamt                    | 1× Gold · 46× Platin · 1× Diamant ·                                    | 7.133.333 |

### Where Did You Go?
| Land/Region                  | Auszeichnungen für Musikverkäufe (Land/Region, Auszeichnung, Verkäufe) | Verkäufe  |
| ---------------------------- | ---------------------------------------------------------------------- | --------- |
| Australien (ARIA)            | Platin                                                                 | 70.000    |
| Belgien (BRMA)               | Gold                                                                   | 20.000    |
| Brasilien (PMB)              | Gold                                                                   | 20.000    |
| Dänemark (IFPI)              | Gold                                                                   | 45.000    |
| Deutschland (BVMI)           | Gold                                                                   | 200.000   |
| Frankreich (SNEP)            | Gold                                                                   | 100.000   |
| Italien (FIMI)               | Platin                                                                 | 100.000   |
| Polen (ZPAV)                 | 2× Platin                                                              | 100.000   |
| Spanien (Promusicae)         | Gold                                                                   | 30.000    |
| Vereinigtes Königreich (BPI) | 2× Platin                                                              | 1.200.000 |
| Insgesamt                    | 6× Gold · 6× Platin ·                                                  | 1.885.000 |

### Who You Are
| Land/Region                  | Auszeichnungen für Musikverkäufe (Land/Region, Auszeichnung, Verkäufe) | Verkäufe |
| ---------------------------- | ---------------------------------------------------------------------- | -------- |
| Vereinigtes Königreich (BPI) | Silber                                                                 | 200.000  |
| Insgesamt                    | 1× Silber ·                                                            | 200.000  |

## Auszeichnungen nach Autorenbeteiligungen und Produktionen

### All Fired Up (The Saturdays)
| Land/Region                  | Auszeichnungen für Musikverkäufe (Land/Region, Auszeichnung, Verkäufe) | Verkäufe |
| ---------------------------- | ---------------------------------------------------------------------- | -------- |
| Vereinigtes Königreich (BPI) | Silber                                                                 | 200.000  |
| Insgesamt                    | 1× Silber ·                                                            | 200.000  |

### Need U (100%) (Duke Dumont)
| Land/Region                  | Auszeichnungen für Musikverkäufe (Land/Region, Auszeichnung, Verkäufe) | Verkäufe |
| ---------------------------- | ---------------------------------------------------------------------- | -------- |
| Australien (ARIA)            | Platin                                                                 | 70.000   |
| Vereinigtes Königreich (BPI) | Platin                                                                 | 600.000  |
| Insgesamt                    | 2× Platin ·                                                            | 670.000  |

### Here for You (Gorgon City)
| Land/Region                  | Auszeichnungen für Musikverkäufe (Land/Region, Auszeichnung, Verkäufe) | Verkäufe |
| ---------------------------- | ---------------------------------------------------------------------- | -------- |
| Vereinigtes Königreich (BPI) | Silber                                                                 | 200.000  |
| Insgesamt                    | 1× Silber ·                                                            | 200.000  |

### Gecko (Overdrive) (Oliver Heldens&Becky Hill)
| Land/Region                  | Auszeichnungen für Musikverkäufe (Land/Region, Auszeichnung, Verkäufe) | Verkäufe  |
| ---------------------------- | ---------------------------------------------------------------------- | --------- |
| Deutschland (BVMI)           | Gold                                                                   | 200.000   |
| Vereinigtes Königreich (BPI) | 2× Platin                                                              | 1.200.000 |
| Insgesamt                    | 1× Gold · 1× Platin ·                                                  | 1.400.000 |

### Last All Night (Koala) (Oliver Heldens)
| Land/Region                  | Auszeichnungen für Musikverkäufe (Land/Region, Auszeichnung, Verkäufe) | Verkäufe |
| ---------------------------- | ---------------------------------------------------------------------- | -------- |
| Vereinigtes Königreich (BPI) | Silber                                                                 | 200.000  |
| Insgesamt                    | 1× Silber ·                                                            | 200.000  |

### Say Something (Karen Harding)
| Land/Region                  | Auszeichnungen für Musikverkäufe (Land/Region, Auszeichnung, Verkäufe) | Verkäufe  |
| ---------------------------- | ---------------------------------------------------------------------- | --------- |
| Vereinigtes Königreich (BPI) | 2× Platin                                                              | 1.200.000 |
| Insgesamt                    | 2× Platin ·                                                            | 1.200.000 |

### Rumour Mill (Rudimental)
| Land/Region                  | Auszeichnungen für Musikverkäufe (Land/Region, Auszeichnung, Verkäufe) | Verkäufe |
| ---------------------------- | ---------------------------------------------------------------------- | -------- |
| Polen (ZPAV)                 | Gold                                                                   | 25.000   |
| Vereinigtes Königreich (BPI) | Silber                                                                 | 200.000  |
| Insgesamt                    | 1× Silber · 1× Gold ·                                                  | 225.000  |

### Final Song(MØ)
| Land/Region                  | Auszeichnungen für Musikverkäufe (Land/Region, Auszeichnung, Verkäufe) | Verkäufe  |
| ---------------------------- | ---------------------------------------------------------------------- | --------- |
| Australien (ARIA)            | 3× Platin                                                              | 210.000   |
| Chile (IFPI)                 | Platin                                                                 | 80.000    |
| Dänemark (IFPI)              | 3× Platin                                                              | 270.000   |
| Deutschland (BVMI)           | Platin                                                                 | 400.000   |
| Frankreich (SNEP)            | Platin                                                                 | 133.333   |
| Italien (FIMI)               | Platin                                                                 | 50.000    |
| Mexiko (AMPROFON)            | 3× Gold                                                                | 90.000    |
| Neuseeland (RMNZ)            | Gold                                                                   | 15.000    |
| Niederlande (NVPI)           | Platin                                                                 | 40.000    |
| Österreich (IFPI)            | Gold                                                                   | 15.000    |
| Polen (ZPAV)                 | Platin                                                                 | 20.000    |
| Schweden (IFPI)              | Platin                                                                 | 40.000    |
| Vereinigte Staaten (RIAA)    | Platin                                                                 | 1.000.000 |
| Vereinigtes Königreich (BPI) | Platin                                                                 | 600.000   |
| Insgesamt                    | 3× Gold · 16× Platin ·                                                 | 2.963.333 |

### Hold Up(Beyoncé)
| Land/Region                  | Auszeichnungen für Musikverkäufe (Land/Region, Auszeichnung, Verkäufe) | Verkäufe  |
| ---------------------------- | ---------------------------------------------------------------------- | --------- |
| Australien (ARIA)            | 2× Platin                                                              | 140.000   |
| Brasilien (PMB)              | Platin                                                                 | 60.000    |
| Frankreich (SNEP)            | —                                                                      | 13.400    |
| Kanada (MC)                  | Platin                                                                 | 80.000    |
| Neuseeland (RMNZ)            | Gold                                                                   | 15.000    |
| Polen (ZPAV)                 | Gold                                                                   | 25.000    |
| Vereinigte Staaten (RIAA)    | 3× Platin                                                              | 3.000.000 |
| Vereinigtes Königreich (BPI) | Platin                                                                 | 600.000   |
| Insgesamt                    | 2× Gold · 8× Platin ·                                                  | 3.933.400 |

### Ain’t My Fault (Zara Larsson)
| Land/Region                  | Auszeichnungen für Musikverkäufe (Land/Region, Auszeichnung, Verkäufe) | Verkäufe  |
| ---------------------------- | ---------------------------------------------------------------------- | --------- |
| Australien (ARIA)            | 2× Platin                                                              | 140.000   |
| Belgien (BRMA)               | Gold                                                                   | 15.000    |
| Brasilien (PMB)              | 2× Platin                                                              | 80.000    |
| Dänemark (IFPI)              | Platin                                                                 | 90.000    |
| Deutschland (BVMI)           | Gold                                                                   | 200.000   |
| Frankreich (SNEP)            | Gold                                                                   | 66.666    |
| Italien (FIMI)               | Platin                                                                 | 50.000    |
| Kanada (MC)                  | 2× Platin                                                              | 160.000   |
| Mexiko (AMPROFON)            | Gold                                                                   | 30.000    |
| Neuseeland (RMNZ)            | Platin                                                                 | 30.000    |
| Norwegen (IFPI)              | 2× Platin                                                              | 120.000   |
| Polen (ZPAV)                 | Platin                                                                 | 20.000    |
| Schweden (IFPI)              | 3× Platin                                                              | 120.000   |
| Schweiz (IFPI)               | Gold                                                                   | 15.000    |
| Spanien (Promusicae)         | Gold                                                                   | 30.000    |
| Vereinigte Staaten (RIAA)    | Platin                                                                 | 1.000.000 |
| Vereinigtes Königreich (BPI) | Platin                                                                 | 600.000   |
| Insgesamt                    | 6× Gold · 17× Platin ·                                                 | 2.766.666 |

### Touch (Little Mix)
| Land/Region                  | Auszeichnungen für Musikverkäufe (Land/Region, Auszeichnung, Verkäufe) | Verkäufe  |
| ---------------------------- | ---------------------------------------------------------------------- | --------- |
| Australien (ARIA)            | 2× Platin                                                              | 140.000   |
| Belgien (BRMA)               | Gold                                                                   | 15.000    |
| Brasilien (PMB)              | 2× Platin                                                              | 120.000   |
| Dänemark (IFPI)              | Gold                                                                   | 45.000    |
| Italien (FIMI)               | Gold                                                                   | 25.000    |
| Kanada (MC)                  | Platin                                                                 | 80.000    |
| Neuseeland (RMNZ)            | 2× Platin                                                              | 60.000    |
| Niederlande (NVPI)           | Gold                                                                   | 20.000    |
| Polen (ZPAV)                 | Gold                                                                   | 25.000    |
| Vereinigtes Königreich (BPI) | 3× Platin                                                              | 1.800.000 |
| Insgesamt                    | 5× Gold · 10× Platin ·                                                 | 2.330.000 |

### You Don’t Know Me (Jax Jones)
| Land/Region                  | Auszeichnungen für Musikverkäufe (Land/Region, Auszeichnung, Verkäufe) | Verkäufe  |
| ---------------------------- | ---------------------------------------------------------------------- | --------- |
| Australien (ARIA)            | 3× Platin                                                              | 210.000   |
| Belgien (BRMA)               | 2× Platin                                                              | 60.000    |
| Brasilien (PMB)              | Gold                                                                   | 30.000    |
| Dänemark (IFPI)              | 2× Platin                                                              | 180.000   |
| Deutschland (BVMI)           | 3× Gold                                                                | 600.000   |
| Frankreich (SNEP)            | Diamant                                                                | 233.333   |
| Italien (FIMI)               | 3× Platin                                                              | 150.000   |
| Kanada (MC)                  | 2× Platin                                                              | 160.000   |
| Mexiko (AMPROFON)            | Gold                                                                   | 30.000    |
| Neuseeland (RMNZ)            | Platin                                                                 | 30.000    |
| Polen (ZPAV)                 | 2× Platin                                                              | 100.000   |
| Portugal (AFP)               | Gold                                                                   | 5.000     |
| Schweden (IFPI)              | 2× Platin                                                              | 80.000    |
| Spanien (Promusicae)         | Platin                                                                 | 40.000    |
| Vereinigte Staaten (RIAA)    | Gold                                                                   | 500.000   |
| Vereinigtes Königreich (BPI) | 3× Platin                                                              | 1.800.000 |
| Insgesamt                    | 5× Gold · 22× Platin · 1× Diamant ·                                    | 4.208.333 |

### Instruction (Jax Jones)
| Land/Region                  | Auszeichnungen für Musikverkäufe (Land/Region, Auszeichnung, Verkäufe) | Verkäufe  |
| ---------------------------- | ---------------------------------------------------------------------- | --------- |
| Brasilien (PMB)              | Platin                                                                 | 40.000    |
| Dänemark (IFPI)              | Gold                                                                   | 45.000    |
| Deutschland (BVMI)           | Gold                                                                   | 200.000   |
| Italien (FIMI)               | Gold                                                                   | 25.000    |
| Kanada (MC)                  | Gold                                                                   | 40.000    |
| Polen (ZPAV)                 | Platin                                                                 | 50.000    |
| Schweden (IFPI)              | Gold                                                                   | 20.000    |
| Spanien (Promusicae)         | Gold                                                                   | 30.000    |
| Vereinigtes Königreich (BPI) | Platin                                                                 | 600.000   |
| Insgesamt                    | 6× Gold · 3× Platin ·                                                  | 1.050.000 |

### Breathe (Jax Jones)
| Land/Region                  | Auszeichnungen für Musikverkäufe (Land/Region, Auszeichnung, Verkäufe) | Verkäufe  |
| ---------------------------- | ---------------------------------------------------------------------- | --------- |
| Australien (ARIA)            | Platin                                                                 | 70.000    |
| Belgien (BRMA)               | Gold                                                                   | 15.000    |
| Dänemark (IFPI)              | Gold                                                                   | 45.000    |
| Deutschland (BVMI)           | Platin                                                                 | 400.000   |
| Italien (FIMI)               | Gold                                                                   | 25.000    |
| Kanada (MC)                  | Platin                                                                 | 80.000    |
| Polen (ZPAV)                 | 2× Platin                                                              | 100.000   |
| Schweden (IFPI)              | Gold                                                                   | 40.000    |
| Spanien (Promusicae)         | Gold                                                                   | 20.000    |
| Vereinigtes Königreich (BPI) | Platin                                                                 | 600.000   |
| Insgesamt                    | 5× Gold · 6× Platin ·                                                  | 1.395.000 |

### IDGAF(Dua Lipa)
| Land/Region                  | Auszeichnungen für Musikverkäufe (Land/Region, Auszeichnung, Verkäufe) | Verkäufe  |
| ---------------------------- | ---------------------------------------------------------------------- | --------- |
| Australien (ARIA)            | 4× Platin                                                              | 280.000   |
| Belgien (BRMA)               | Platin                                                                 | 30.000    |
| Dänemark (IFPI)              | Platin                                                                 | 90.000    |
| Deutschland (BVMI)           | Gold                                                                   | 200.000   |
| Frankreich (SNEP)            | Platin                                                                 | 200.000   |
| Irland (IRMA)                | 3× Platin                                                              | 45.000    |
| Italien (FIMI)               | 2× Platin                                                              | 100.000   |
| Kanada (MC)                  | 7× Platin                                                              | 560.000   |
| Neuseeland (RMNZ)            | 4× Platin                                                              | 120.000   |
| Norwegen (IFPI)              | 2× Platin                                                              | 120.000   |
| Österreich (IFPI)            | Platin                                                                 | 30.000    |
| Polen (ZPAV)                 | 4× Platin                                                              | 200.000   |
| Portugal (AFP)               | 3× Platin                                                              | 30.000    |
| Schweden (IFPI)              | Platin                                                                 | 80.000    |
| Spanien (Promusicae)         | 3× Platin                                                              | 180.000   |
| Vereinigte Staaten (RIAA)    | 2× Platin                                                              | 2.000.000 |
| Vereinigtes Königreich (BPI) | 3× Platin                                                              | 1.800.000 |
| Insgesamt                    | 1× Gold · 42× Platin ·                                                 | 6.065.000 |

### Heaven (Julia Michaels)
| Land/Region                  | Auszeichnungen für Musikverkäufe (Land/Region, Auszeichnung, Verkäufe) | Verkäufe  |
| ---------------------------- | ---------------------------------------------------------------------- | --------- |
| Brasilien (PMB)              | 3× Platin                                                              | 120.000   |
| Dänemark (IFPI)              | Platin                                                                 | 90.000    |
| Kanada (MC)                  | Platin                                                                 | 80.000    |
| Neuseeland (RMNZ)            | Platin                                                                 | 30.000    |
| Norwegen (IFPI)              | Platin                                                                 | 60.000    |
| Polen (ZPAV)                 | Platin                                                                 | 20.000    |
| Spanien (Promusicae)         | Gold                                                                   | 30.000    |
| Vereinigte Staaten (RIAA)    | Platin                                                                 | 1.000.000 |
| Vereinigtes Königreich (BPI) | Silber                                                                 | 200.000   |
| Insgesamt                    | 1× Silber · 1× Gold · 9× Platin ·                                      | 1.630.000 |

### No Drama (James Hype)
| Land/Region                  | Auszeichnungen für Musikverkäufe (Land/Region, Auszeichnung, Verkäufe) | Verkäufe |
| ---------------------------- | ---------------------------------------------------------------------- | -------- |
| Dänemark (IFPI)              | Gold                                                                   | 45.000   |
| Vereinigtes Königreich (BPI) | Gold                                                                   | 400.000  |
| Insgesamt                    | 2× Gold ·                                                              | 445.000  |

### This Is Real (Jax Jones)
| Land/Region                  | Auszeichnungen für Musikverkäufe (Land/Region, Auszeichnung, Verkäufe) | Verkäufe |
| ---------------------------- | ---------------------------------------------------------------------- | -------- |
| Vereinigtes Königreich (BPI) | Platin                                                                 | 600.000  |
| Insgesamt                    | 1× Platin ·                                                            | 600.000  |

## Statistik und Quellen
| Land/RegionAuszeichnungen für Musikverkäufe (Land/Region, Auszeichnungen, Verkäufe, Quellen) | Silber     | Gold       | Platin         | Diamant     | Verkäufe   | Quellen              |
| -------------------------------------------------------------------------------------------- | ---------- | ---------- | -------------- | ----------- | ---------- | -------------------- |
| Australien (ARIA)                                                                            | —          | —          | 30× Platin30   | —           | 2.100.000  | aria.com.au          |
| Belgien (BRMA)                                                                               | —          | 4× Gold4   | 6× Platin6     | —           | 265.000    | ultratop.be          |
| Brasilien (PMB)                                                                              | —          | 3× Gold3   | 11× Platin11   | —           | 570.000    | pro-musicabr.org.br  |
| Chile (IFPI)                                                                                 | —          | —          | Platin1        | —           | 80.000     | Einzelnachweise      |
| Dänemark (IFPI)                                                                              | —          | 5× Gold5   | 13× Platin13   | —           | 1.395.000  | ifpi.dk              |
| Deutschland (BVMI)                                                                           | —          | 6× Gold6   | 6× Platin6     | —           | 3.600.000  | musikindustrie.de    |
| Frankreich (SNEP)                                                                            | —          | 2× Gold2   | 2× Platin2     | 2× Diamant2 | 1.083.065  | snepmusique.com      |
| Irland (IRMA)                                                                                | —          | —          | 3× Platin3     | —           | 45.000     | Einzelnachweise      |
| Italien (FIMI)                                                                               | —          | 3× Gold3   | 12× Platin12   | —           | 795.000    | fimi.it              |
| Kanada (MC)                                                                                  | —          | Gold1      | 24× Platin24   | —           | 1.960.000  | musiccanada.com      |
| Mexiko (AMPROFON)                                                                            | —          | 3× Gold3   | Platin1        | —           | 150.000    | amprofon.com.mx      |
| Neuseeland (RMNZ)                                                                            | —          | 2× Gold2   | 18× Platin18   | —           | 570.000    | radioscope.co.nz     |
| Niederlande (NVPI)                                                                           | —          | Gold1      | 2× Platin2     | —           | 140.000    | nvpi.nl              |
| Norwegen (IFPI)                                                                              | —          | —          | 9× Platin9     | —           | 540.000    | ifpi.no              |
| Österreich (IFPI)                                                                            | —          | Gold1      | 2× Platin2     | —           | 75.000     | ifpi.at              |
| Polen (ZPAV)                                                                                 | —          | 3× Gold3   | 19× Platin19   | —           | 785.000    | olis.pl              |
| Portugal (AFP)                                                                               | —          | 2× Gold2   | 5× Platin5     | —           | 60.000     | Einzelnachweise      |
| Schweden (IFPI)                                                                              | —          | 3× Gold3   | 12× Platin12   | —           | 600.000    | sverigetopplistan.se |
| Schweiz (IFPI)                                                                               | —          | Gold1      | 5× Platin5     | —           | 125.000    | hitparade.ch         |
| Spanien (Promusicae)                                                                         | —          | 6× Gold6   | 6× Platin6     | —           | 510.000    | elportaldemusica.es  |
| Vereinigte Staaten (RIAA)                                                                    | —          | 2× Gold2   | 12× Platin12   | —           | 13.000.000 | riaa.com             |
| Vereinigtes Königreich (BPI)                                                                 | 6× Silber6 | 3× Gold3   | 33× Platin33   | —           | 22.200.000 | bpi.co.uk            |
| Insgesamt                                                                                    | 6× Silber6 | 51× Gold51 | 232× Platin232 | 2× Diamant2 |            |                      |